# Abdülkadir Kayalı
Abdülkadir Kayalı (* 30. Januar 1991 in Altındağ) ist ein türkischer Fußballspieler.

## Karriere

### Verein
Kayalı begann im Jahr 2002 seine Karriere bei MKE Ankaragücü. Am 26. April 2008 gab er sein Debüt in der Süper Lig gegen Kasımpaşa Istanbul. Im Januar 2009 verpflichtete ihn Fenerbahçe Istanbul. Kayalı unterschrieb einen Vertrag mit einer Laufzeit von viereinhalb Jahren.
In der Winterpause der Saison 2009/10 wurde er an den Ligakonkurrenten Istanbul Büyükşehir Belediyespor verliehen. Die Leihzeit beträgt eineinhalb Jahre.
In der Saison 2011/12 wechselte er beim Transfer von Sezer Öztürk als Spielertausch zu Eskişehirspor. Wechselte jedoch am 5. September 2011 überraschend zu Orduspor. Im Sommer 2013 wechselte er dann zum Zweitligisten Boluspor.
Im Sommer 2014 wechselte er zum Erstligisten Gaziantepspor. Für diesen Verein spielte er drei Spielzeiten lang und kehrte dann zur Saison 2017/18 zu seinem Jugendverein Ankaragücü zurück.

### Nationalmannschaft
Derzeit spielt er in der U-18 Auswahl der türkischen Nationalmannschaft. Zuvor hat er folgende Jugendabteilungen absolviert:
Im Rahmen des Turniers von Toulon 2012 wurde Kayalı im Mai 2012 für die zweite Auswahl der türkischen Nationalmannschaft berufen. Die türkische A2 nominierte hier für Spieler, die jünger als 23 Jahre waren, um die Altersbedingungen für das Turnier zu erfüllen. Die Mannschaft schaffte es bis ins Finale und unterlag dort der Auswahl Mexikos.

## Erfolge
Fenerbahçe Istanbul
- Türkischer Supercup: 2009

Zweite Auswahl der Türkischen Nationalmannschaft
- Vizemeisterschaft im Turnier von Toulon: 2012